# Mina Myoi
Mina Sharon Myōi (em japonês: 名井 南 シャロン; romaniz.: Myōi Mina Sharon; nascida em San Antonio, Texas, Estados Unidos, em 24 de março de 1997), mais conhecida apenas como Mina (em japonês: みな; em coreano: 미나; romaniz.: Mina) é uma cantora, compositora, dançarina e modelo japonesa radicada na Coreia do Sul. Ela é mais conhecida por ser integrante do grupo feminino sul-coreano Twice e da subunidade MISAMO.

## Biografia

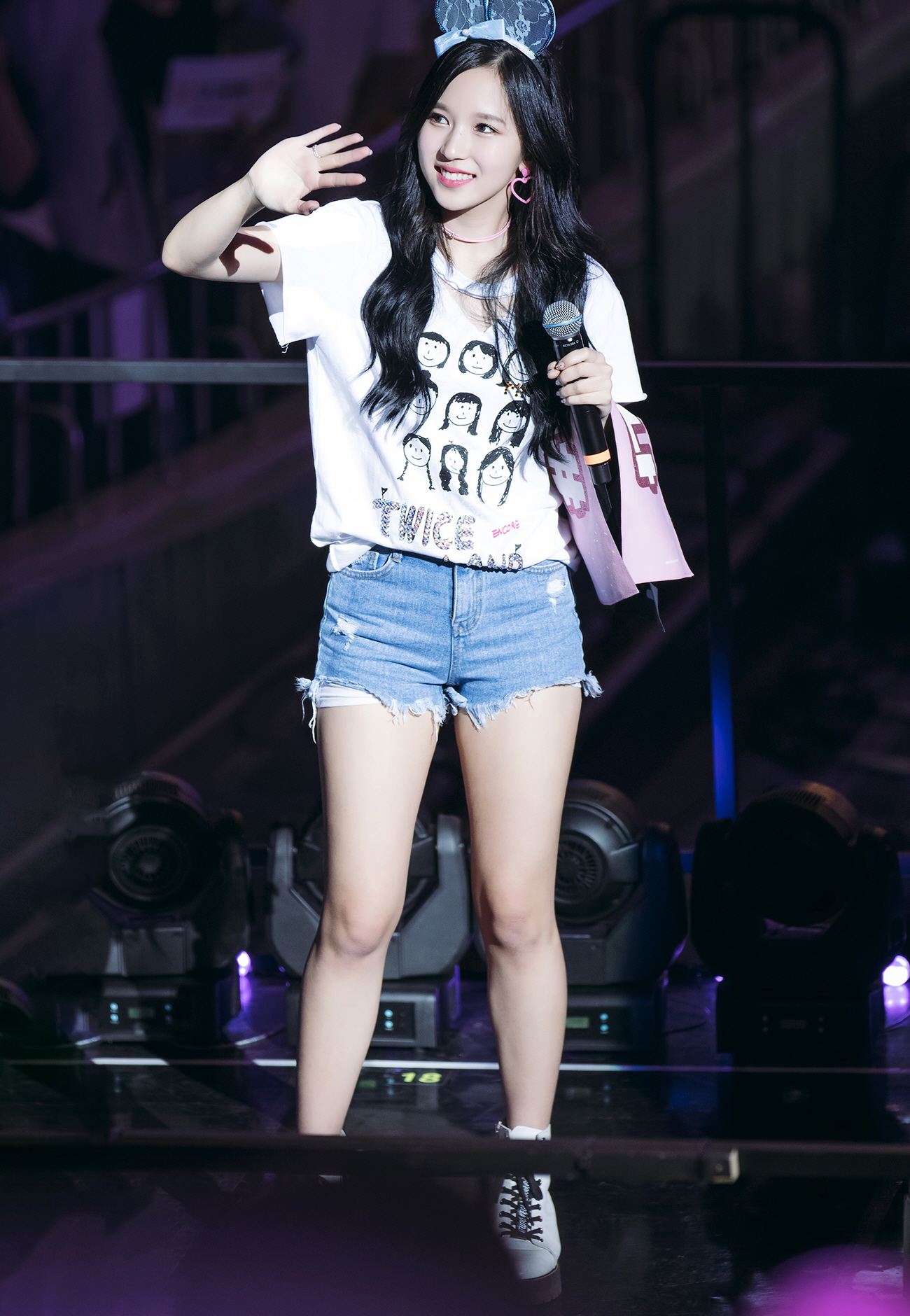
Mina Myoi no Twiceland Encore Concert em junho de 2017

Mina nasceu em San Antonio, Texas, em 24 de março de 1997 e cresceu em Kobe, na província de Hyōgo, no Japão. Mina treinou ballet desde muito cedo, praticado por mais de uma década antes de sua estreia no Twice, frequentando a Obayashi Sacred Heart School (Escola do Sagrado Coração), renomada escola católica para meninas na cidade de Tóquio.
Mina estava fazendo compras com a mãe em Osaka quando foi abordada por um caça-talentos da JYP, que lhe ofereceu uma audição. Ela se mudou para a Coreia do Sul em 2014 como trainee da JYP Entertainment para se tornar um ídolo do K-pop. Em 2015, Mina participou do reality show sul-coreano Sixteen, apresentado pela JYP Entertainment e coproduzido pela Mnet . Como uma das nove participantes vencedoras, ela se juntou ao recém-formado grupo feminino Twice. Em outubro de 2015, Mina estreou oficialmente como membro do Twice com sua primeiro extended play, The Story Begins . O single "Like Ooh-Ahh" foi a primeira música de uma estreia do k-pop a atingir 100 milhões de visualizações no YouTube .
Em 11 de julho de 2019, a JYP Entertainment anunciou que Mina ficaria de fora do restante da turnê mundial do Twice devido a súbita ansiedade extrema e problemas de insegurança em se apresentar no palco. Este incidente recebeu cobertura em muitas organizações de notícias em todo o mundo. Mais tarde, ela foi diagnosticada com transtorno de ansiedade. Em outubro de 2019, Mina voltou a se apresentar com outras membros do Twice em um evento de fãs. A JYP Entertainment realizou um comunicado dizendo que a agenda futura de Mina ainda não havia sido decidida e que priorizariam o estado de sua saúde acima de tudo.
Em fevereiro de 2023, a JYP Entertainment anunciou que Mina, junto com as integrantes Momo e Sana estreariam na subunidade MISAMO com um EP de sete faixas intitulado Masterpiece.

### Imagem Pública
Mina é conhecida por ser uma das principais dançarinas de Twice e recebeu reconhecimento na Coreia do Sul e no exterior. Sua popularidade — em conjunto com a das outras membros japonesas do Twice, Momo e Sana — foi creditada pelo Chosun Ilbo por melhorar as relações diplomáticas entre o Japão e a Coreia do Sul.

## Discografia

### Créditos de composição
Todos os créditos das canções são adaptados do banco de dados da Korea Music Copyright Association, salvo indicação em contrário.
| Ano  | Artista | Canção                  | Álbum           | Letrista  | Letrista                                |
| Ano  | Artista | Canção                  | Álbum           | Creditada | Com                                     |
| ---- | ------- | ----------------------- | --------------- | --------- | --------------------------------------- |
| 2018 | Twice   | "Shot Thru the Heart"   | Summer Nights   | Yes       | Integrantes do Misamo                   |
| 2019 | Twice   | "21:29"                 | Feel Special    | Yes       | Integrantes do Twice                    |
| 2022 | Twice   | "Celebrate"             | Celebrate       | Yes       | Integrantes do Twice, Co-sho, J.Y. Park |
| 2023 | Misamo  | "It's not easy for you" | Masterpiece     | Yes       | Risa Horie                              |
| 2024 | Misamo  | "Misty (Mina)"          | "HAUTE COUTURE" | Yes       | Gratia                                  |